# コンバット

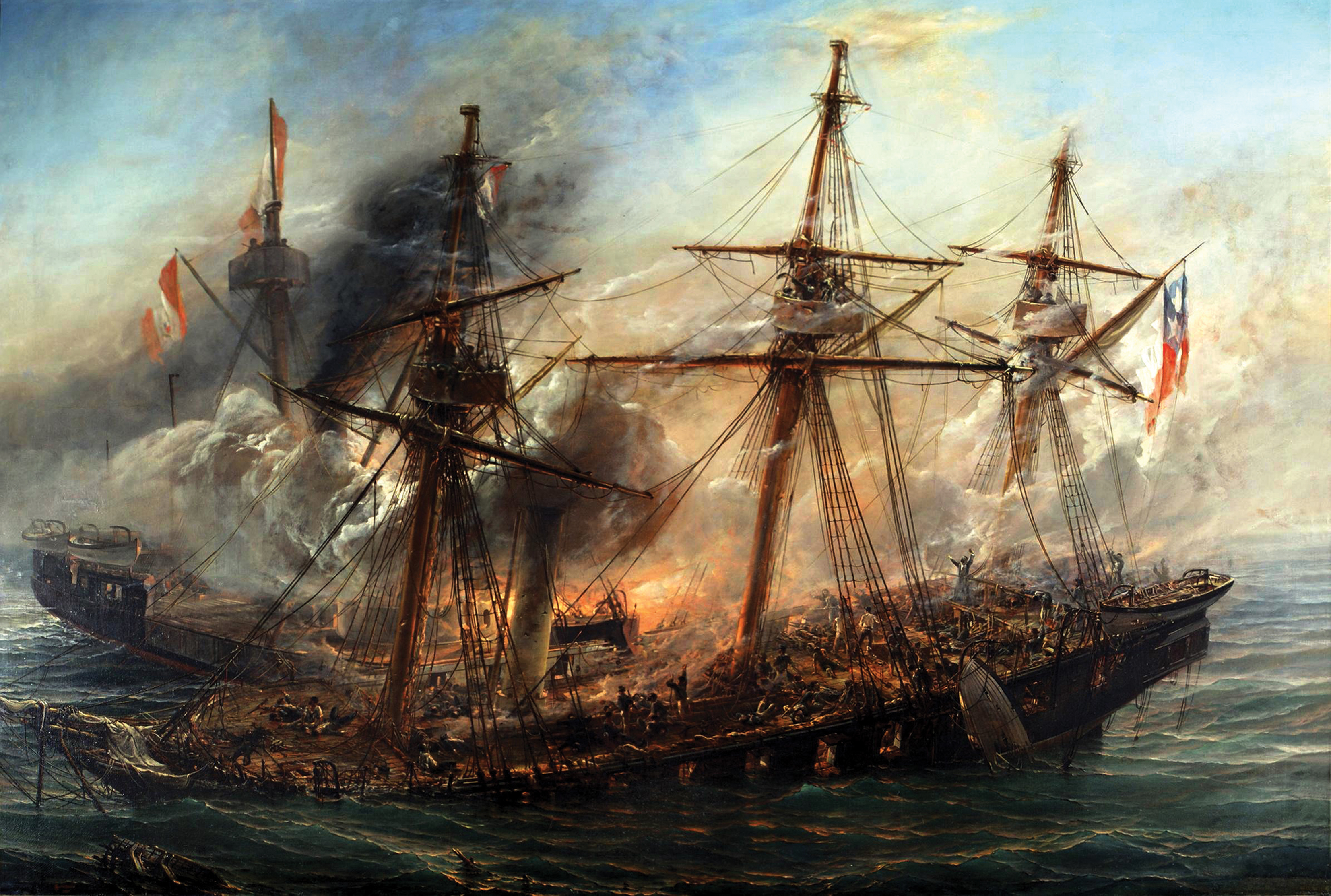
『イキケの海戦(Naval combat of Iquique)』19世紀の油彩画

コンバット（仏・英:Combat）は、戦闘や闘争という意味の外来語であり、相手への肉体的な危害や殺傷をも意図した目的の有る暴力的衝突をいう。武装の有無は問わないため、武器を使った場合も徒手格闘もその範疇に含まれる。
自身の欲求（領土・独立・権利・金銭物品の獲得など）を他人に強要する手立てとして実力行使する場合もあれば、やむを得ず自衛手段として応酬する場合もある。その場限りでの決着もあれば、より大規模な武力衝突のごく一部に過ぎないこともある。またコンバットスポーツや模擬戦(mock combat)など、穏当で娯楽的な競技に昇華した例も存在する。

## 軍事戦闘
コンバットが、軍事力を行使する戦闘を指す場合がある。軍事戦闘は、戦乱において対立する複数の軍隊間で常に発生する。ゲリラ集団、反乱軍、国内外の政府、を含む複数の団体が軍事戦闘に関与しうる。軍事的な衝突は、戦火の規模や発生した地理的範囲に応じて、戦い(battle)または戦争(war)と通称される。
こうした戦闘が、紛争に関する現地の法律や国際法に抵触する場合もあるし適法の場合もある。主な規定としては、戦時中における人々の処遇を定めたジュネーブ条約や、あらゆる軍事組織が遵守するべき義務を明文化した戦時国際法などがある。中世においては、騎士道や武士道が（暗黙のルールとして）同様の役割を果たした。
戦闘効率(Combat effectiveness)は、自分の配備された部隊で十分に訓練・武装・資金提供を受けることにより、各人員がそれに足るだけの戦闘作戦遂行に向けた戦略的準備を維持する必要性を説いている。

## 近接格闘
コンバットが、戦闘での使用を想定した近接格闘術を指す場合もある。近接格闘は本当に至近距離での格闘であり、体術（打撃技、蹴り技、絞め技など）または近接武器（ナイフ、剣、棒など）で相手を攻撃する。
近接格闘は、格闘者の距離および位置に応じてさらに3つの部門（組みつき技、寝技、立ち技）に区分可能である。こうした近接格闘を昇華させて、心技体の鍛錬を重視したり安全面にも配慮したものが武道や格闘技をはじめとするコンバットスポーツである。コンバットスポーツでは、試合進行や勝敗の判定基準そして反則行為に関するルールが詳細に定められており（ボクシングのクインズベリー・ルールなど）、体格による有利不利が起きないよう重量階級を設けている競技もある。
とはいえ、コンバットの性質上これら競技の肉体的負担は大きく、大怪我を負って引退を余儀なくされたり後遺症を抱えてしまう者もいる。カルロス・バレットや三沢光晴のように、試合中のアクシデントによって選手が死亡してしまう不幸な事例も散見されている。

## 大衆文化
コンバットを描いた戦記作品は膨大な数にのぼるため、ここでは題名に「コンバット」の名を冠したものに限定する。
映画やテレビ番組だと、古くは1916年にアメリカで無声映画が作られた (The Combat (1916 film)) 記録が残っているが、現在この作品は失われてしまった。日本でも広く知られているのがアメリカの1960年代の連続テレビドラマ『コンバット!』で、米陸軍歩兵連隊の活躍を描いたこのドラマは日本でも吹替えによって全話放映された。なお、早稲田大学から始まった野球の定番応援曲コンバットマーチは、出だし部分が同ドラマのテーマ曲に似ているとの話から名前が付いたものである。ジャンルは異なるが、フジテレビは2007年より深夜帯に『コンバット』というコント番組をシリーズ製作していた。これは若手芸人達が選考会での生き残りをかけてコントを行う、という番組コンセプトだった。
ゲームソフトにも、題名に「コンバット」とついた著名な作品が幾つか存在する。古くは1977年にアタリが戦車戦のコンピュータゲーム (Combat (Atari 2600)) を発売している。ミッドウェイゲームズが1992年より発売している対戦型格闘ゲーム『モータルコンバット』シリーズは、描写の残虐さから日本では未発売だが欧米での人気が高い。同作品はゲームに留まらず、アメリカン・コミックスをはじめとするマルチメディア展開が行われており、『モータル・コンバット (2021年の映画)』には真田広之や浅野忠信が出演して、日本でも公開上映された。1995年よりバンダイナムコエンターテインメントが発売している航空戦のシューティングゲーム『エースコンバット』シリーズも世界的に人気の高い作品で、世界累計出荷数は2020年6月時点で1600万本を突破している。マイクロソフト社も同様の航空戦を行う『Microsoft Combat Flight Simulator』を1998年より発売し、第3作まで作られた。
日用品では、KINCHO（大日本除虫菊）より販売されているゴキブリ用またはアリ用の餌型殺虫剤に「コンバット」という製品がある。これを食べた虫のフンや死骸にも有効成分が残るため、虫を巣ごと駆除させることが可能である。開発元をたどると米国クロラックス (Clorox) 社の製品で、由来とされる英単語の"combat"には「撲滅のために戦う」というニュアンスがある。